# Ероґе
Ероґе (яп. エロゲー, від англ. erotic game («еротична гра») — японські комп'ютерні ігри відверто еротичного змісту, зазвичай стилізовані під мальовану анімацію (аніме). Також називаються «хентайними іграми». В ероґе, випущених на території Японії, є цензура, оскільки в країні існують суворі закони, що забороняють показ всіх геніталій. Зазвичай їх маскують розмиваючими пікселями. У ранніх ероґе практично був відсутній сюжет. Зокрема, завдяки їм, стали популярні комп'ютери NEC PC-8801. Незабаром з'явилися нові піджанри і жанри — рольова ероґе (Chaos Angels), симулятор побачень (Dokyusei), так званий «звуковий роман» (Otogirisou), візуальний роман (Shizuku). Більшість ероґе є візуальними романами або романтичними симуляторами бішьоджьо-гейм. Поширені також еротичні пазли, за збір якого гравець нагороджується еротичними зображеннями. Випускають також тривимірні гри: A-ga, Biko, Des Blood, RapeLay, Requiem Hurts, Time Leap. Велика частина «ероґе» випускається для персональних комп'ютерів.
Першою ероґе, випущеної за межами Японії, стала гра Cobra Mission: Panic in Cobra City.